# Hamadryas albicornis
Hamadryas albicornis är en fjärilsart som beskrevs av Otto Staudinger 1886. Hamadryas albicornis ingår i släktet Hamadryas och familjen praktfjärilar. Inga underarter finns listade i Catalogue of Life.